# کوتویوو
کوتویوو (انگلیسی: Kutuyevo) یک شهرک در شهرستان اوچالینسکی استان باشقیرستان کشور روسیه است.